# 乌赫斯特海斯特
乌赫斯特海斯特（荷蘭語：Oegstgeest，荷蘭語：[ˌuxstˈxeːst] ⓘ）是一个荷兰西部南荷兰省的一个市镇。

## 位置
乌赫斯特海斯特之市镇管辖7.75 km²（其中0.54 km²是水面）的区域。乌赫斯特海斯特位于莱顿北面，二者形成了一个集合城市。乌赫斯特海斯特是一个独立的市镇，但它在效果上也是莱顿的郊区。卡特韦克（Katwijk）的市镇位于其西面，泰灵恩（Teylingen）位于北面，卡赫湖（Kagerplassen）位于其东北，莱德多普（Leiderdorp）位于东面。

## 轶事
乌赫斯特海斯特是著名荷兰作家扬·沃尔克斯（Jan Wolkers）的出生地。
马里尼斯·范德吕伯（Marinus van der Lubbe）也曾住在这里。